# Jetmore
Jetmore är administrativ huvudort i Hodgeman County i Kansas. Orten hette ursprungligen Buckner och har fått sitt nuvarande namn efter advokaten Abraham Buckles Jetmore. Enligt 2010 års folkräkning hade Jetmore 867 invånare.